# Avia BH-17
De Avia BH-17 is een Tsjechoslowaaks dubbeldekker jachtvliegtuig gebouwd door Avia. De BH-17 is ontworpen door Pavel Beneš en Miroslav Hajn en vloog voor het eerst in 1924. Er zijn in totaal 24 stuks gebouwd.
De BH-17 is ontworpen in een reactie op het verzoek van het Tsjechoslowaakse ministerie van oorlog voor een nieuw jachtvliegtuig. Naast de BH-17 werden vier andere ontwerpen van Avia voorgedragen om deze taak te gaan vervullen. Naast Avia hadden ook Letov en Aero door hun ontwikkelde ontwerpen voorgedragen. Na een uitvoerige vergelijking werd uiteindelijk de BH-17, een van Avia’s drie voorgedragen dubbeldekkers, gekozen. De Tsjechoslowaakse luchtmacht besloot tot de aanschaf van 24 stuks voor verdere evaluatie. Bij deze testen bleek echter dat de BH-17 een aantal gebreken had. Als oplossing werd een nieuw toestel ontwikkeld uit de BH-17, de BH-21.

## Specificaties
- Bemanning: 1
- Lengte: 6,86 m
- Spanwijdte: 8,86 m
- Vleugeloppervlak: 21,3 m2
- Leeggewicht: 762 kg
- Volgewicht: 1 155 kg
- Motor: 1× door Škoda gebouwde Hispano-Suiza 8Fb V8, 230 kW (310 pk)
- Maximumsnelheid: 235 km/h
- Vliegbereik: 500 km
- Plafond: 8 000 m
- Klimsnelheid: 5,9 m/s
- Bewapening: 2× vooruit vurende .303 Vickers machinegeweren

## Gebruikers
- Tsjechoslowakije